# Catela (Garafía)
Catela (Garafía) es una localidad del municipio de Garafía, La Palma, Canarias, España, Se sitúa entre Hoya Grande (Garafía), por el Norte y el barranco de Bristas y El Castillo, por el Sur.
Se encuentra a un altitud de unos 1.300 metros sobre el nivel del mar y su producción principal son viñedos y frutales. Tiene una población muy escasa y su justificación viene de la antigüedad cuando las suerte de las herencias siempre comprendían tres lotes de terreno: una parte de la tierra heredada en la zona de costa, otra en medianías y otra en la zona alta de la isla; así se repartía a lo largo del año la posibilidad de cosechar productos tempranos, de temporada o tardíos, jugando con el clima de las altitudes de la isla.
Esta zona, muy fría, se destinaba a cultivos tardíos y al pastoreo de verano. Actualmente esto está en desuso, dedicándose sus tierras, más bien volcánicas y pobres, al cultivo de la vid y a los frutales. Seguramente sus tierras se compensaban muy bien con las de El Colmenero en las medianías y Cueva del Agua y Lomada Grande situadas en la costa.
Básicamente hoy es un territorio destinado a la vid, existiendo una gran concentración de bodegas que elaboran aún hoy el afamado vino de tea, ya que las duelas de sus barricas, donde se fermentaba, trasegaba y clareaba el mosto, se hacían de pino canario muy rico en tea, con resinas muy aromáticas, transfiriéndole en el proceso de fermentación el peculiar olor y sabor.